# ロブ・ゾンビ
ロブ・ゾンビ（Rob Zombie）、本名ロバート・カミングス（Robert Bartleh Cummings）はアメリカ合衆国のミュージシャン、映画監督。
1985年、ニューヨークでホワイト・ゾンビを結成し、音楽活動を開始。現在はソロ名義で活動中。音楽以外にも映画の監督・脚本、ミュージックビデオの監督、テレビ番組のホスト、コミックスの制作等、マルチな活動を続けている。ホラー映画に傾倒しており、ホワイト・ゾンビ時代から曲にそれを反映するような曲作りを行い、SEにホラー映画の音声を入れたりしていた。
妻は女優のシェリ・ムーン・ゾンビ。弟はPowerman 5000のスパイダー。
また、ベジタリアンでもある。

## 経歴

### ホワイト・ゾンビ（1985年 - 1998年）

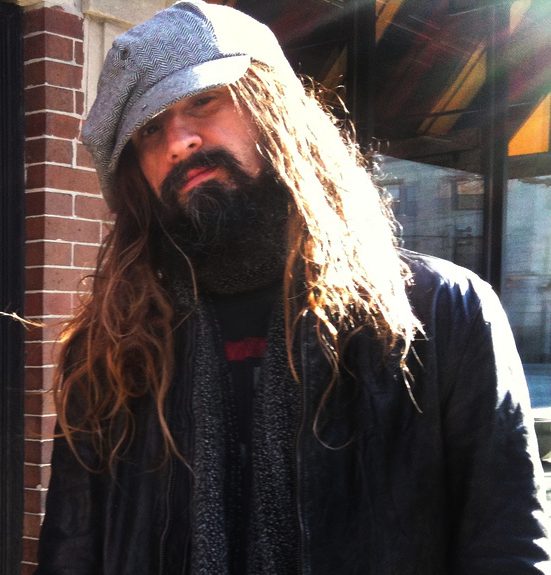
素顔のロブ（2009年）

1985年、ニューヨークに移り住んだロブはCBGB'Sで出逢った女性ベーシストショーン・イスールト（当時の女友達）らとグループを結成、グループの名前をロブの敬愛する俳優ベラ・ルゴシの主演ゾンビ・ホラー映画『恐怖城（White Zombie）』からホワイト・ゾンビとする。当初はサーストン・ムーアのソニック・ユースに影響を受けたノイズ・ロックを展開していた。ファースト・シングル「Gods on Voodoo Moon」を自身のレーベルであるSilent Explosionより発表したのを皮切りに、「Pig Heaven」、「Psycho-Head Blowout」の2枚のシングルをリリースして1987年ファースト・アルバム「Soul Crusher」を製作する。
1988年、キャロライン・レコーズと契約して「Soul Crusher」を再発国内で流通させる。1989年セカンド・アルバム「Make Them Die Slowly」をビル・ラズウェルのプロデュースで発表する。この頃すでに名前を知られた存在になっていたホワイト・ゾンビに対して、メジャー・レーベルが大争奪戦を開始し、1991年デヴィッド・ゲフィンのゲフィンが獲得し契約する。
1992年、メジャーからのリリースとなるサード・アルバム「セクソシスト~デヴィル・ミュージックVOL.1」を発表。100万枚を超えるヒット作となる。そして1994年パンテラのオープニング・アクトとして来日。
1995年、フォース・アルバム「アストロ・クリープ：2000」を発表。全米で250万枚以上を売り上げるヒット作となる。そしてロブが監督した収録曲の「モア・ヒューマン・ザン・ヒューマン」のPVでMTV Video Music Awardsを受賞。バンドのメンバー自身が監督しての受賞は初めてであった。
1998年、ロブがソロ名義で活動を開始。ロブ・ゾンビ名義での1stアルバム「ヘルビリー・デラックス」が300万枚を超える大ヒットとなり、わずか1週間でホワイト・ゾンビの全アルバムの合計売り上げを超えてしまう。バンド活動の意義を失ったロブはホワイト・ゾンビの解散を決意する。

### ソロ名義（1998年 - 現在）
1996年、テレビ・シリーズの『Xファイル』の企画アルバム「Songs in the Key of X: Music from and Inspired by the X-Files」にロブ・ゾンビ名義でアリス・クーパーとの「Hands of Death (Burn Baby Burn)」を発表、これがソロ名義の最初の作品とされている。
1998年、エグソダス、テスタメントなどのバンドでドラムを担当し、ホワイト・ゾンビのラスト・アルバムにも参加したジョン・テンペスタ、リグス（ギター）、ブラスコ（ベース）とともにロブ・ゾンビ名義でのファースト・アルバム「ヘルビリー・デラックス」を発表（プロデュースはスコット・ハンフリー）。ビルボードのアルバム・チャート・トップ200初登場5位、アメリカ国内だけでも300万枚を売り上げる大ヒットとなる。「マリリン・マンソンのブレイクはロブ・ゾンビが不在だったから」とまで言われ、発売前から異常な注目を集めていた。1999年、オジー・オズボーンのオズフェストに参加してセカンド・ライナーを務めた。また「ヘルビリー・デラックス」のリミックス・アルバム「アメリカン・メイド・ミュージック・トゥ・ストリップ・バイ」を発表。ジャケットの女性は当時ガールフレンドだった妻のシェリー・ムーン・ゾンビ。ジャケットは水着のありなしで2種類ある。初登場38位、また1999年公開の映画『マトリックス』にも劇中で「Dragula (Hot Rod Herman Remix)」が使用されている。

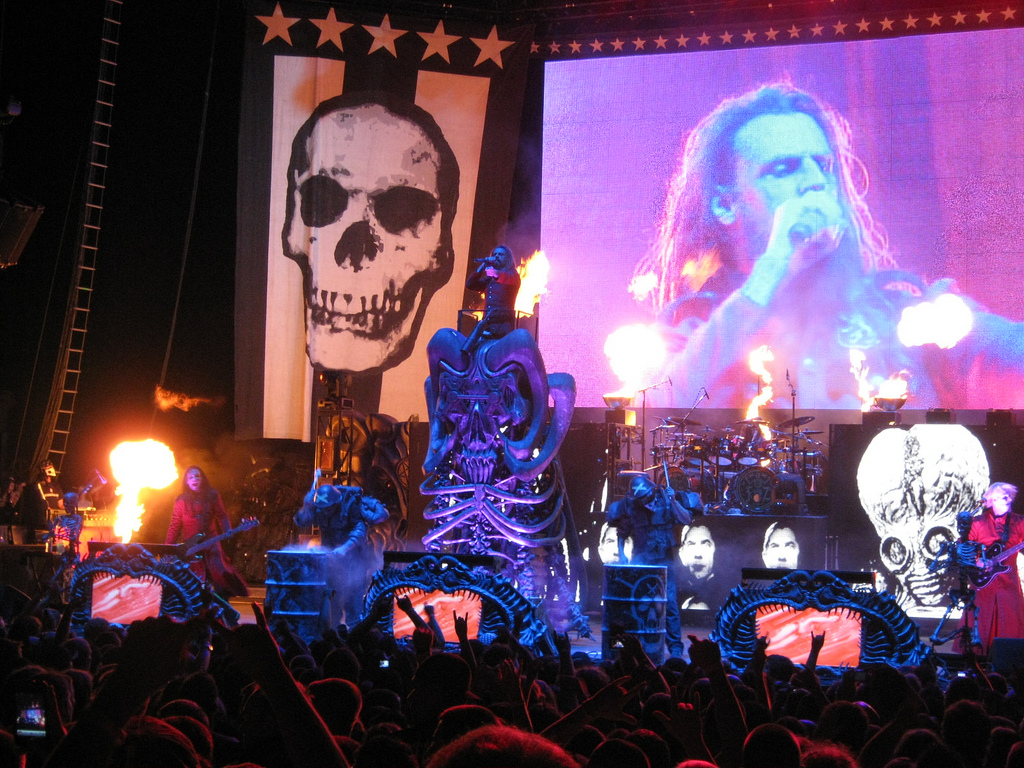
大掛かりなライブステージ（2010年7月）

2001年、カルト映画のヒーローエド・ウッド作品をアルバム・タイトルにした「ザ･シニスター・アージ」を発表。ビルボード・アルバム・チャート初登場8位。ゲストにミックス・マスター・マイク、トミー・リー、Slayerのケリー・キング、そしてオジー・オズボーンが参加したヘヴィー・メタル・サウンドのアルバムとなった。同年オジ－･オズボーン、マリリン・マンソンとのトリプル・ヘッドライン・ツアーを決行。2002年、オズフェストに参加。セカンド・ステージのヘッド・ライナーを務め、世界ツアーを行う。
2003年には自ら監督を務めたエクスプロイテーションホラー映画『マーダー・ライド・ショー』を、2005年に『デビルズ・リジェクト マーダー・ライド・ショー2』を制作している。両者共に主演は妻のシェリー・ムーン・ゾンビである。
2005年に音楽活動を再開。マリリン・マンソンのギタリストJohn 5、アリス・クーパーのドラマーのTommy Clufetosを迎え入れ、新たなメンバーで新曲の制作を開始した。2006年にこれまでで最も実験的なアルバム「エデュケイテッド・ホーセズ」を発表、アルバム・チャート初登場5位を記録する。ツアー終了後は再び映画製作に携わり、2007年公開の映画ロバート・ロドリゲス、クエンティン・タランティーノの映画『グラインドハウス』のチャプター「ナチ親衛隊の狼女」（予告編)の監督を担当、そして長編フィルム監督作品となるスプラッター映画の名作『ハロウィン』のリメイク『ハロウィン』が2007年8月31日に公開された。この作品はアメリカ国内の劇場で初日で1000万ドルの売り上げを記録、2007年8月31日～9月2日の全米映画興行収入ランキングは2650万ドルで初登場1位となった。
2009年8月28日には『ハロウィンII』が全米公開され、全米映画興行収入ランキングでは初登場2位で前作同様、興行的にも評価された。マイケル・マイヤーズ役を演じている、タイラー・メイン（Tyler Mane）が前作に続き2メートル5センチの長身を生かし迫力の演技を披露している。

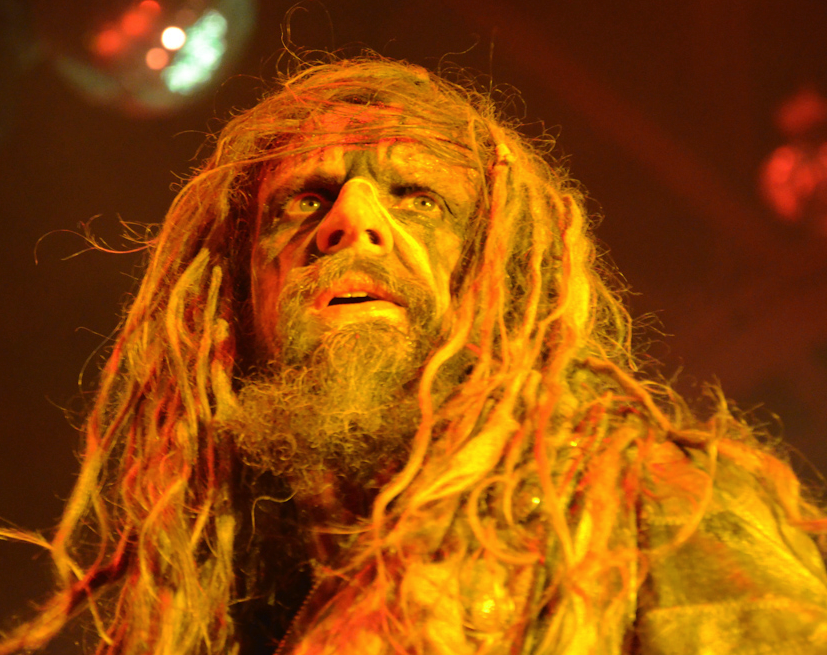
スレイヤーのサポートアクトにて (2014年6月)

また、同じく2009年にはTVアニメ『Rob Zombie's The Haunted World of El Superbeasto』の監督も務めた。本作は妻のシェリー・ムーン・ゾンビがアニメキャラとして登場、主演を務めている。
2012年、映画『ロード・オブ・セイラム』が公開され、5thアルバム「戦慄のラット・ヴェンダー」がリリースされた。
かねてより制作中の映画『Rob Zombie's Tyrannosaurus Rex』の公開。
日本でのコンサートは、ホワイトゾンビ時代の1994年にパンテラのオープニングアクトとして来日。ソロ・アーティストとしては2009年にLOUD PARK09に参加し、単独公演も行っている。
2016年4月に、6thアルバム「The Electric Warlock Acid Witch Satanic Orgy Celebration Dispenser」がリリース予定。また映画「31」はサンダンス映画祭で2016年1月に発表され、全米公開は2016年9月。

## ロブ・ゾンビ・バンド

### 現ラインナップ

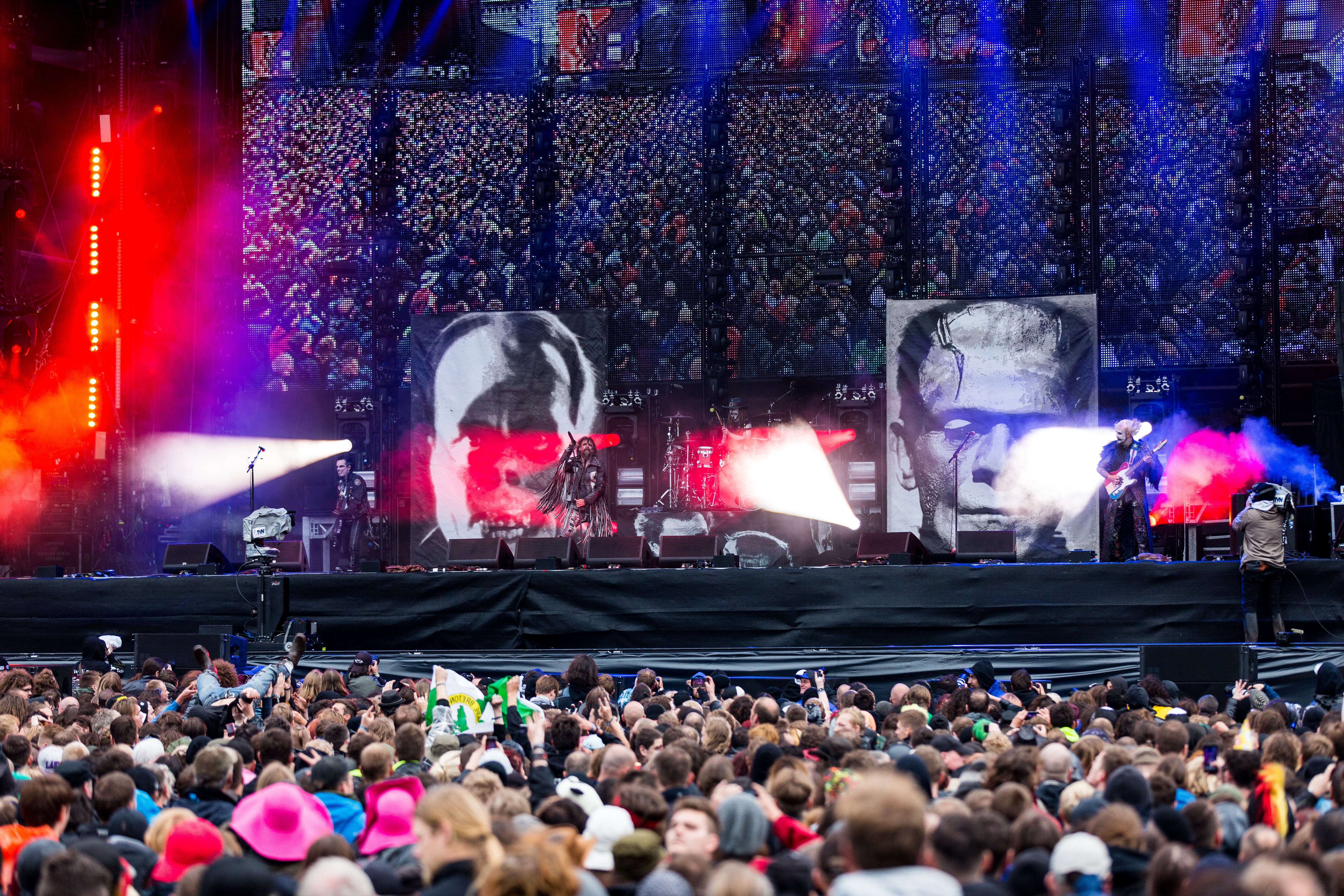
ドイツ・ヴァッケン公演（2015年7月）

- ロブ・ゾンビ Rob Zombie - ボーカル（1997–）
- ジョン5 "John 5" John Lowery - ギター（2005–）
- ピギーD. "Piggy D." Matt Montgomery - ベース（2006–）
- ジンジャー・フィッシュ "Ginger Fish" Kenneth Wilson - ドラムス（2011–）

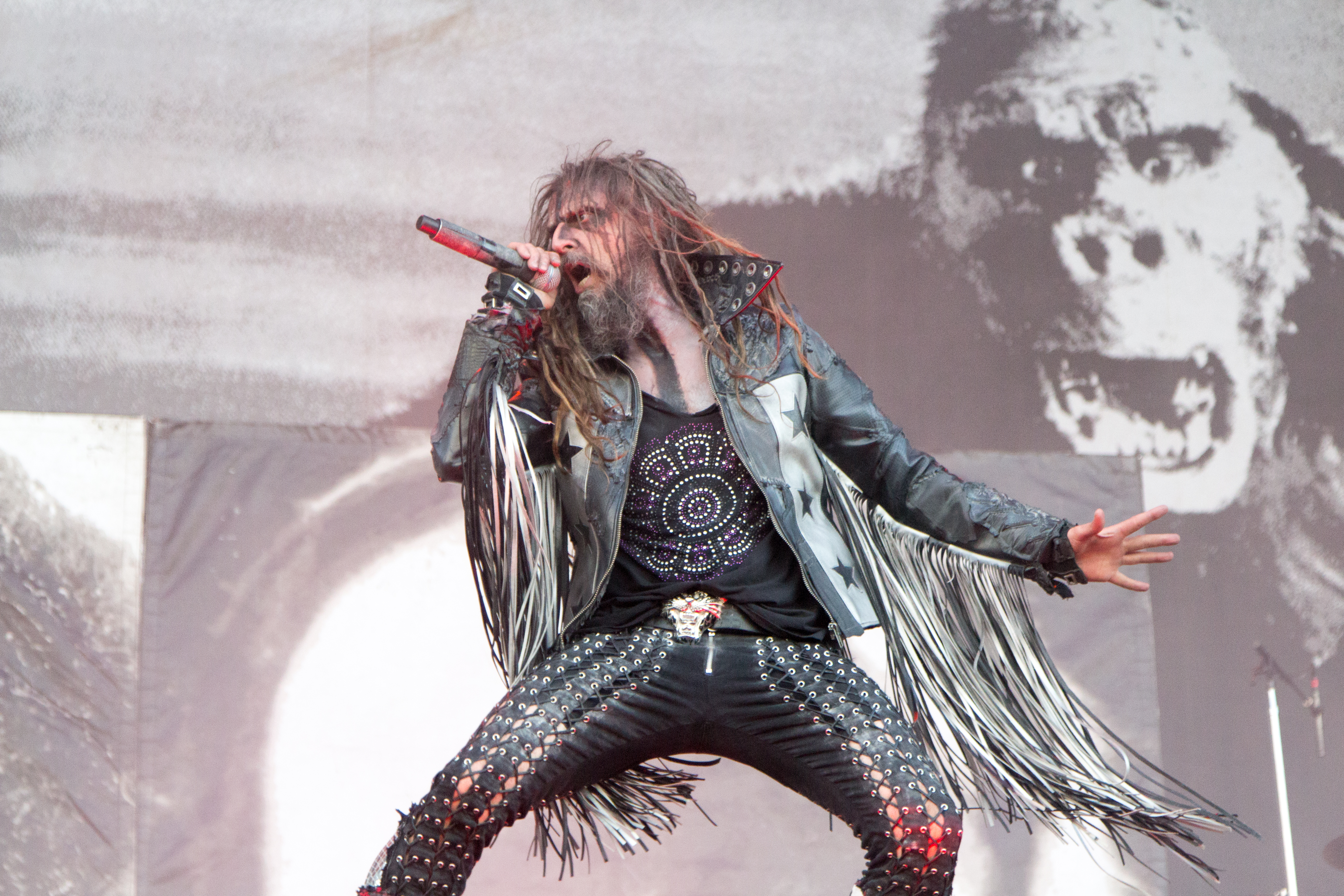
ロブ・ゾンビ（Vo）2014年
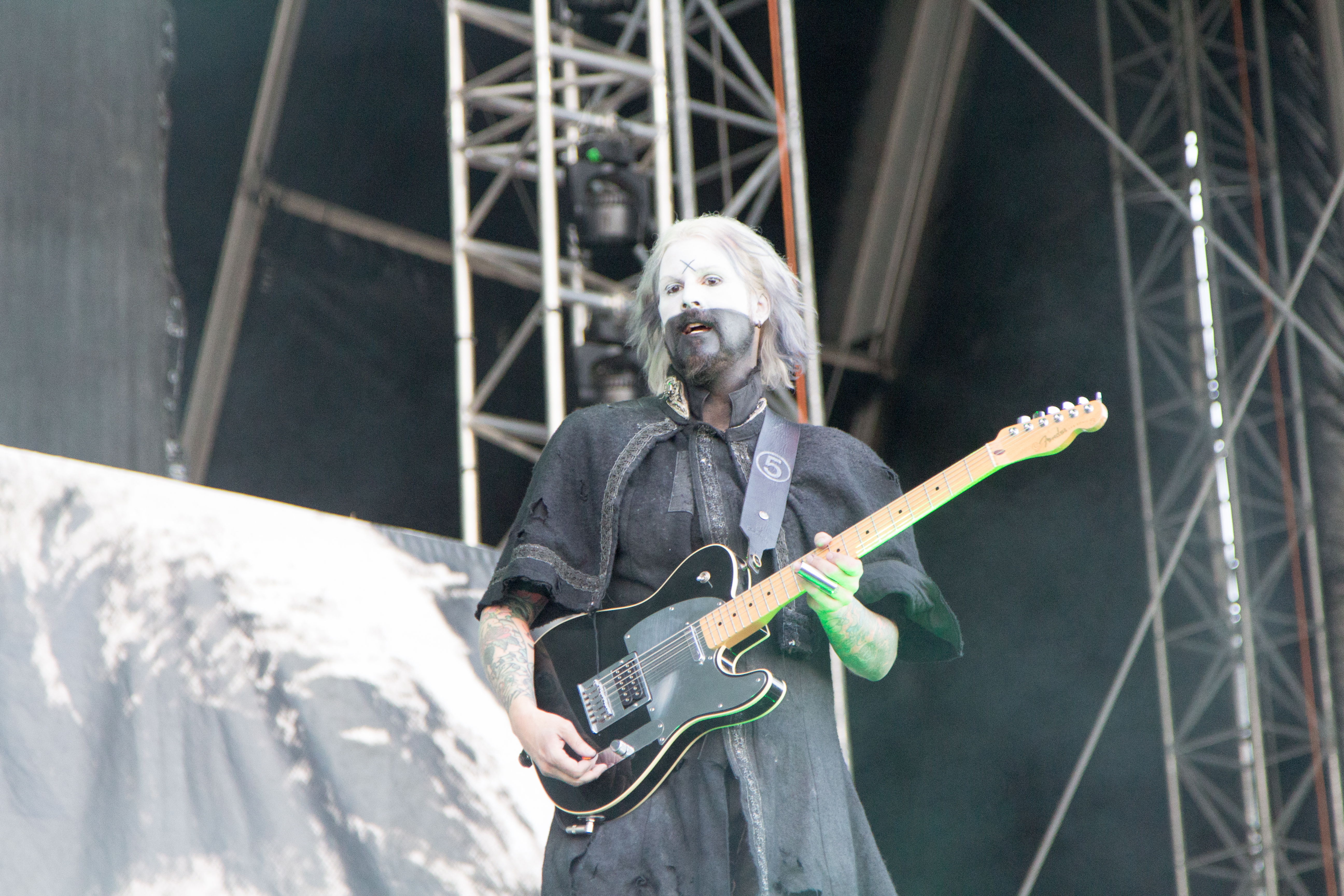
ジョン5（G）2014年
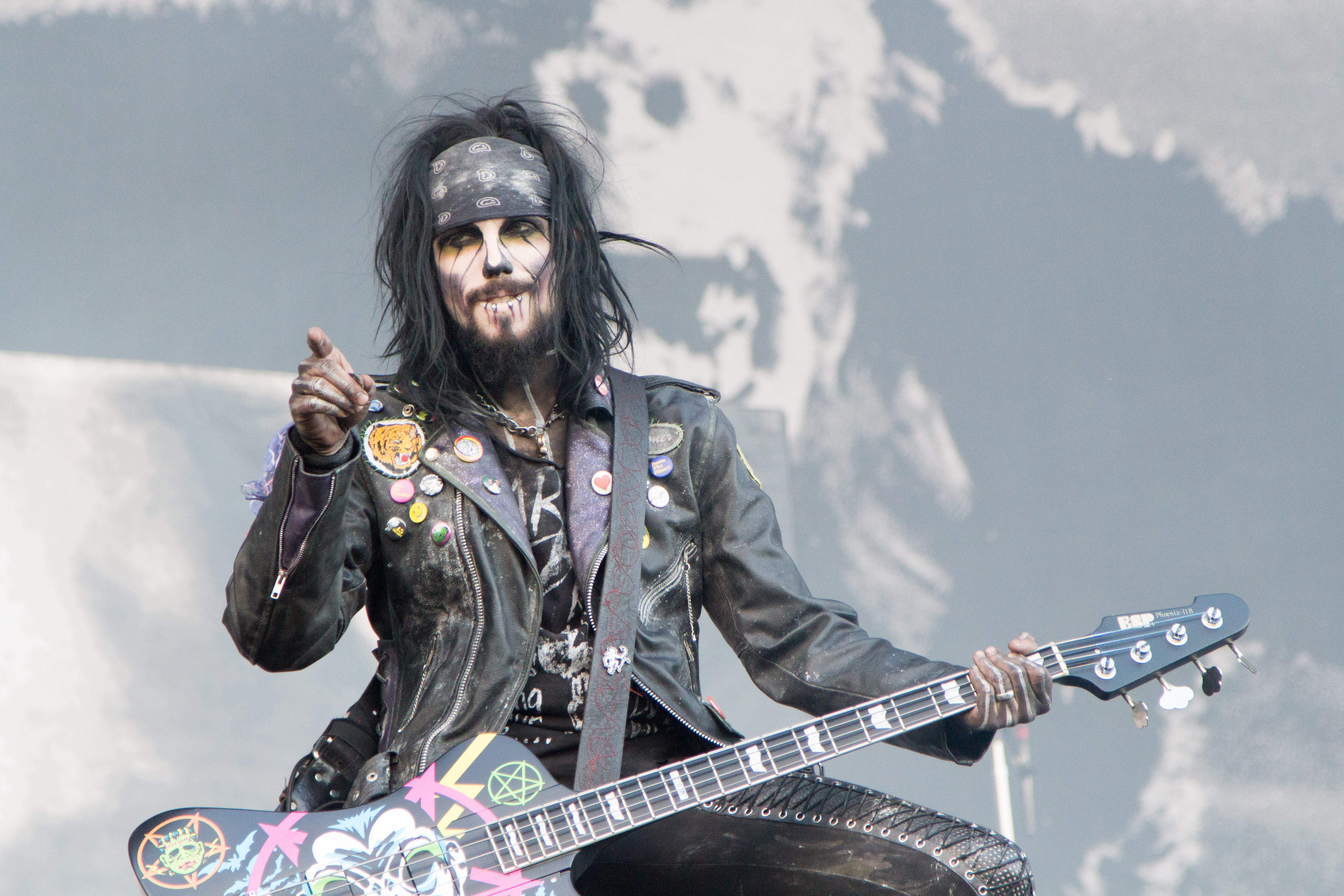
ピギーD.（B）2014年
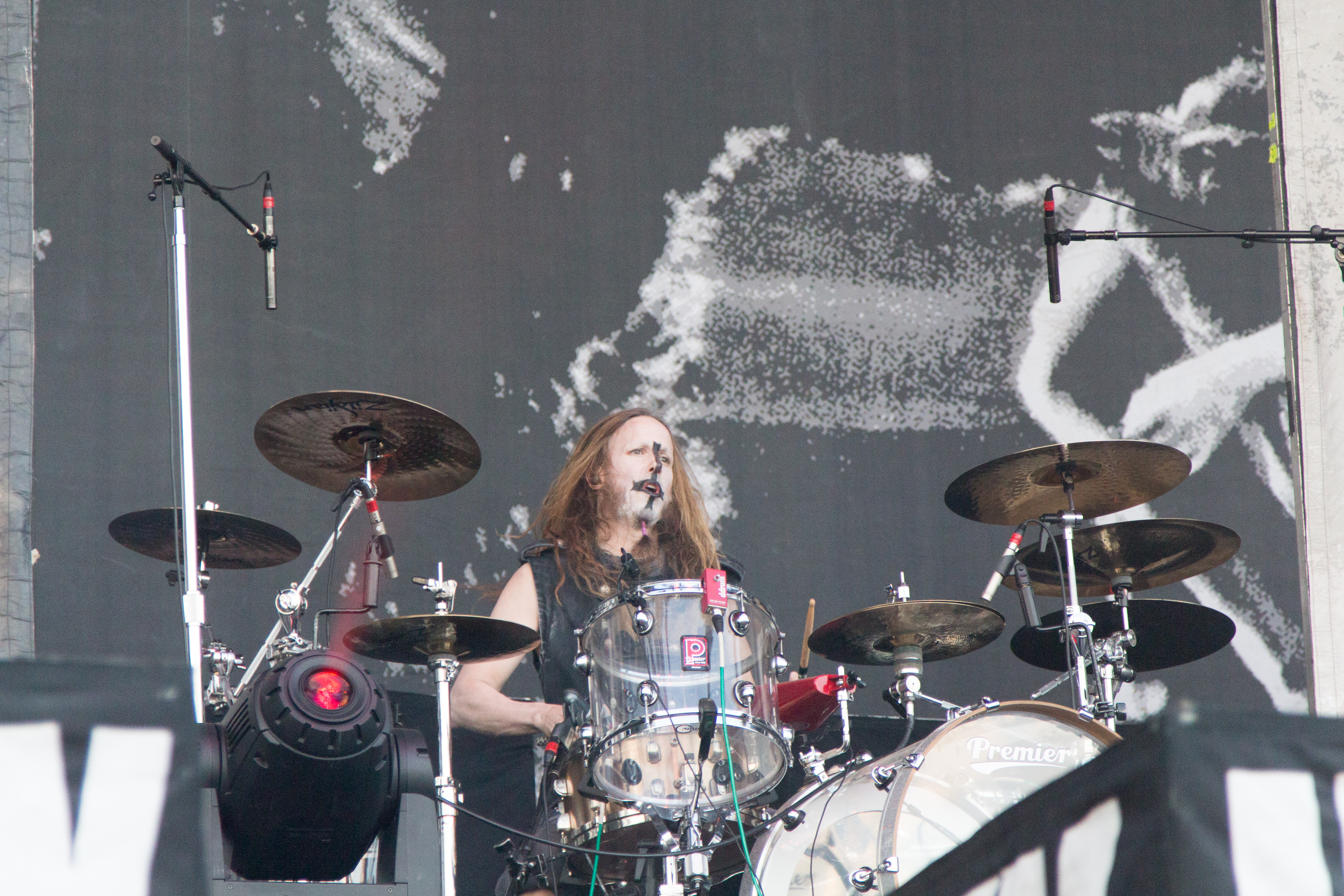
ジンジャー・フィッシュ（Ds）2014年

### 旧メンバー
- マイク・リッグス Mike Riggs – ギター（1997–2003）
- ジョン・テンペスタ John Tempesta – ドラムス（1997–2004）
- ブラスコ "Blasko" Rob Nicholson – ベース（1997–2006）
- トミー・クラフェトス Tommy Clufetos – ドラムス（2005–2010）
- ジョーイ・ジョーディソン Joey Jordison – ドラムス（2010–2011）

## ディスコグラフィー

### アルバム
| 年                                        | タイトル                                                           | アルバム詳細                                                                                                  | チャート最高位 | チャート最高位 | チャート最高位 | チャート最高位 | チャート最高位 | チャート最高位 | チャート最高位 | チャート最高位 | チャート最高位 | チャート最高位 | 認定                                                |
| 年                                        | タイトル                                                           | アルバム詳細                                                                                                  | US             | AUS            | AUT            | CAN            | FIN            | FRA            | GER            | NZ             | SWE            | UK             | 認定                                                |
| ----------------------------------------- | ------------------------------------------------------------------ | --- | -------------- | -------------- | -------------- | -------------- | -------------- | -------------- | -------------- | -------------- | -------------- | -------------- | --------------------------------------------------- |
| 1998                                      | Hellbilly Deluxe                                                   | - 発売日: 1998年8月25日 - レーベル: Geffen - フォーマット: CD、LP、digital download - 全米売上: 260.9万枚     | 5              | 37             | 42             | 2              | —              | —              | —              | 19             | 45             | 37             | - US: 3× プラチナ - CAN: 2× プラチナ - UK: シルバー |
| 2001                                      | The Sinister Urge                                                  | - 発売日: 2001年11月13日 - レーベル: Geffen - フォーマット: CD、LP、digital download - 全米売上: 74.4万枚     | 8              | 46             | —              | —              | 38             | —              | —              | —              | —              | 108            | - US: プラチナ - CAN: ゴールド                      |
| 2006                                      | Educated Horses                                                    | - 発売日: 2006年3月28日 - レーベル: Geffen - フォーマット: CD、LP、digital download - 全米売上: 50万枚        | 5              | 44             | —              | 5              | —              | 184            | —              | —              | —              | 90             |                                                     |
| 2010                                      | Hellbilly Deluxe 2                                                 | - 発売日: 2010年2月2日 - レーベル: Roadrunner - フォーマット: CD、LP、digital download - 全米売上: 4.9万枚    | 8              | 23             | 72             | 11             | —              | 136            | 82             | 31             | —              | 65             |                                                     |
| 2013                                      | Venomous Rat Regeneration Vendor                                   | - 発売日: 2013年4月23日 - レーベル: Zodiac Swan - フォーマット: CD、LP、digital download - 全米売上: 12.7万枚 | 7              | 36             | 38             | 13             | 27             | —              | 60             | —              | 49             | 33             |                                                     |
| 2016                                      | The Electric Warlock Acid Witch Satanic Orgy Celebration Dispenser | - 発売日: 2016年4月29日 - レーベル: Zodiac Swan - フォーマット: CD、LP、digital download - 全米売上: 4万枚    | 6              | 8              | 40             | 7              | 38             | 118            | 40             | —              | —              | 25             |                                                     |
| "—"は未発売またはチャート圏外を意味する。 |                                                                    | |                |                |                |                |                |                |                |                |                |                |                                                     |

### ベストアルバム
- 2003年 パスト、プレゼント＆フューチャー - Past, Present & Future（ホワイトゾンビ時代を含むベストアルバム。過去のPVを収録したDVD付き）
- 2006年 - Millennium Collection - 20th Century Masters（ホワイト・ゾンビ時代を含むベストアルバム）
- 2010年 Icon（ロブ･ゾンビ時代の楽曲で構成されているが、ホワイト・ゾンビ時代を含む2枚組ヴァージョンあり）

### リミックスアルバム
- 1999年 アメリカン・メイド・ミュージック・トゥ・ストリップ・バイ - AMERICAN MADE MUSIC TO STRIP BY（1stのリミックスアルバム）
- 2012年 Mondo Sex Head（ホワイト・ゾンビ時代の楽曲も含むリミックスアルバム）

### ライブアルバム
- 2007年 - ZOMBIE Live

### デラックスエディション
- 2005年 - Hellbilly Deluxe「DELUXE Edition」（1stアルバム全曲の映像を収録したDVD付き豪華版）

### コンピレーションアルバム
- 1998年 ハロウィーン・フーテナニー（ハロウィーン-ロブ・ゾンビ フィーチャリング・ザ・ガストリー・ワンズ)
- 2003年 ウィー・アー・ア・ハッピー・ファミリー-ラモーンズ・トリビュート（ブリッツクリーグ・バップ）

### シングル
- 1998年 Dragula（ヘルビリー・デラックス収録）
- 1998年 Living Dead Girl（ヘルビリー・デラックス収録）
- 1999年 Superbeast（ヘルビリー・デラックス収録）
- 2001年 Demon Speeding（ザ･シニスター・アージ収録）
- 2001年 Never Gonna Stop（ザ･シニスター・アージ収録）
- 2001年 Feel So Numb（ザ･シニスター・アージ収録）
- 2006年 Foxy Foxy（エデュケイテッド・ホーセズ収録）
- 2006年 American Witch（エデュケイテッド・ホーセズ収録）
- 2006年 Let It All Bleed Out（エデュケイテッド・ホーセズ収録）

### オリジナル・サウンドトラック
- 1997年 ハワード・スターン プライヴェート・パーツ（グレイト・アメリカン・ナイトメア）
- 1998年 サイコ（リヴィング・デッド・ガール）
- 1999年 マトリックス（ドラギュラ-ホット・ロッド・ハーマリン・リミックス）
- 2000年 ミッション:インポッシブル2（スカム・オヴ・ジ・アース）
- 2000年 ザ・クロウ サルヴェイション（リヴィング・デッド・ガール-ネイキッド・エクソシズム・ミックス）
- 2001年 ブレアウィッチ2（ドラギュラ）
- 2002年 スコーピオン・キング（アイアン・ヘッド）
- 2003年 デアデビル（ザ・マン・ウィズアウト・フィアー）
- 2003年 マトリックス・リローデッド（リロード）
- 2003年 ハウス・オブ・1000・コープス サウンドトラック（ハウス・オブ・1000・コープセズ、他5曲）

## フィルモグラフィー
| 年   | 作品                                                               | クレジット             | 備考                                                               |
| ---- | ------------------------------------------------------------------ | ---------------------- | ------------------------------------------------------------------ |
| 2003 | マーダー・ライド・ショー House of 1000 Corpses                     | 監督・脚本・音楽       |                                                                    |
| 2005 | デビルズ・リジェクト マーダー・ライド・ショー2 The Devil's Rejects | 監督・製作・脚本・音楽 |                                                                    |
| 2007 | ハロウィン Halloween                                               | 監督・製作・脚本       |                                                                    |
| 2007 | グラインドハウス Grindhouse                                        | 監督                   | フェイク予告「ナチ親衛隊の狼女」（"Werewolf Women of the SS"）のみ |
| 2009 | ハロウィンII Halloween II                                          | 監督・製作・脚本       |                                                                    |
| 2009 | The Haunted World of El Superbeasto                                | 監督・製作・脚本       | アニメ映画                                                         |
| 2010 | CSI:マイアミ CSI: Miami                                            | 監督                   | テレビシリーズ 第8シーズン第16話「LA大捜査線」                     |
| 2012 | ロード・オブ・セイラム The Lords of Salem                          | 監督・製作・脚本       |                                                                    |
| 2016 | 31                                                                 | 監督・製作・脚本       |                                                                    |
| 2019 | スリー・フロム・ヘル 3 from Hell                                   | 監督・製作・脚本・音楽 |                                                                    |

### 出演のみ
| 年   | 作品                                                                                           | 役名 | 備考     |
| ---- | ---------------------------------------------------------------------------------------------- | ---- | -------- |
| 1994 | ハードロック・ハイジャック Airhead                                                             |      |          |
| 2003 | メイヤー・オブ・サンセット・ストリップ Mayor of the Sunset Strip                               |      |          |
| 2003 | END OF THE CENTURY エンド・オブ・ザ・センチュリー End of the Century: The Story of the Ramones |      |          |
| 2005 | メタル ヘッドバンガーズ・ジャーニー Metal: A Headbanger's Journey                              |      |          |
| 2006 | 封印殺人映画 Going to Pieces: The Rise and Fall of the Slasher Film                            |      |          |
| 2006 | TOO TOUGH TO DIE Too Tough to Die: A Tribute to Johnny Ramone                                  |      |          |
| 2006 | スリザー Slither                                                                               |      | 声の出演 |
| 2010 | スーパー! SUPER                                                                                |      |          |
| 2014 | ガーディアンズ・オブ・ギャラクシー Guardians of the Galaxy                                     |      | 声の出演 |